# Château de Verneuil (Nièvre)
Pour les articles homonymes, voir Château de Verneuil.
Le château de Verneuil est un château médiéval français situé sur un coteau dominant la commune de Verneuil (Nièvre).

## Architecture
Dans son état actuel, le château repose sur une plate-forme carrée d'environ trente mètres de côté. Les fossés qui l'entouraient ont été comblés. Une tour a été érigée dans chaque angle de l'édifice principale au XVe siècle, pour renforcer sa défense. Les deux tours sud sont reliées par un corps de logis bâti sur trois étages. La plus grosse tour, du XIVe siècle, la mieux conservée, porte encore trois assommoirs à différentes hauteurs et disposés de manière à défendre chaque côté, ses baies furent percées à des époques postérieures, dont une d'époque Renaissance au second niveau qui est encadrée de pilastres cannelés à chapiteaux ioniques. Elle comporte aussi plusieurs meurtrières longues et étroites. Subsiste également sur ce bâtiment, le culot mouluré d'une échauguette d'angle et des latrines. Le corps central du château est flanqué d'une grosse tour ronde, comportant des latrines sur les deux étages. Le second comporte une baie Renaissance à pilastres cannelés et traverse moulurée
L'angle sud-ouest comporte une tour ronde dans laquelle s'élève un escalier à vis éclairé par trois petites baies moulurées. La porte  d'entrée est à angles arrondis et encadré d'un [tore]. Cette tour est flanquée d'une petite aile qui date du XVIIe siècle, à deux étages plus un comble qui est éclairé par une lucarne dite à ailerons
L'angle sud-est, sur l'ancienne enceinte, comporte une petite tour ronde percée d'archères-canonnières.
À l'ouest du corps central se trouvent les vestiges de la courtine, en retour d'angle, avec à son extrémité, une tour ronde à toit conique, dont les murs sont percés d'archères.
Le château est construit sur quatre niveaux, et recouvert d'un toit en tuiles à quatre pentes.
Un peu plus au nord, un corps de ferme compose aujourd'hui ce qui devait être une basse-cour. Il comporte toujours un gros colombier ancien.
Les façades et les toitures, la ferme, le colombier, sont inscrits au monuments historiques par arrêté du 12 mars 1991.

## Histoire

### Famille de La Perrière
La référence littéraire connue la plus ancienne au château de Verneuil, provient de l’Inventaire des Titres de Nevers de Michel de Marolles et remonte à 1309, date qui est sans doute à rapprocher avec l'achèvement de la première mouture de l'édifice. On peut y lire « Dénombrement et hommages rendus au compte par Guyot de La Perrière, damoiseau, fils de feu Hugues de La Perrière, seigneur de la Boue, pour les maisons de la Boue et de Verneuil ». Guy de La Perrière, est donc vraisemblablement le premier propriétaire du château dans son état primitif. Toujours selon Marolles, deux nouvelles mentions au château sont faites en lien avec la famille de La Perrière : la première en 1372 par Philibert de La Perrière, petit-fils de Guyot, pour « la maison fort de Verneuil », et la seconde en 1410 par Huguenin de La Perrière, fils de Philibert, pour « la tour de Verneuil ». Ces deux mentions sont certainement à interpréter comme un agrandissement de l'édifice.

### Familles de La Rivière, de Digoine, de Fontenay, de Babute et de Bonnay
En 1424, Alix de La Perrière, fille de Hugues, épouse Jean III de La Rivière ; le château change alors de famille. Il n'y reste néanmoins pas très longtemps, puisque Catherine de La Rivière, fille du couple précédemment cité, épouse Gui de Digoine à qui la seigneurie du château revient. Sa fille, Philiberte de Digoine épouse Guillaume de Fontenay. C'est donc à cette nouvelle famille, et à leur fils, Jean, que revient le château de Verneuil. Une génération plus tard, par le même procédé, c'est Gaspard de Babute qui hérite de l'édifice. Enfin la famille de Bonnay prend brièvement possession de lieux avant un tournant important.

### Familles de Maumigny et de Cordon
Le 29 avril 1662, François Léonard de Bonnay, alors seigneur de Verneuil, épouse Catherine de Maumigny, issue d'une famille noble très ancienne des environs. Il meurt sans descendance, laissant à sa femme la jouissance du château. Celle-ci le lègue à son neveu, Paul de Maumigny. Le château reste alors pendant une longue période dans la famille de Maumigny, qui est d'ailleurs à l'origine de l'agrandissement du château par l'ajout d'un nouveau corps de logis percé de fenêtre à croisillons et ornementé au goût de la Renaissance au début du XVIIIe siècle. Malgré la Révolution, et malgré le temps, le château reste dans la famille, de père en fils. Le 9 novembre 1865, Marie de Maumigny, l'héritière du château, épouse Joseph-Marie, comte de Cordon.